# ادیت پیکلز
ادیت پیکلز (انگلیسی: Edith Pickles؛ ۱۰ مه ۱۹۰۴ – ۱۹۸۴) ژیمناست هنری زن اهل بریتانیا بود.